# Morris Marina
O  Morris Marina é um modelo compacto da British Leyland, sendo equipado com motor dianteiro e tração traseira. Foi lançado em abril de 1971, sendo o sucessor do bem-sucedido Morris Minor, e produzido até 1980. Aproximadamente 1.2 milhões de unidades do Morris Marina foram produzidas em 9 anos.

## Motorizações
- 1971–1980: BMC Série A de 4 cilindros em linha (1275cc)
- 1971–1978: BMC Série B de 4 cilindros em linha (1798 cc)
- 1971–1978: BMC Série B de 4 cilindros em linha e dupla-carburação (1798 cc)
- 1977–1980: BMC Série B de 4 cilindros e à diesel (1489 cc)
- 1978–1980: BMC Série O de 4 cilindros em linha (1695 cc)

1. 1 2  Also known as : Morris Marina, www.aronline.co.uk Retrieved on 1 June 2013